# John Rogers (jégkorongozó, 1910)
George Edward Frederick „John” Rogers (Egyiptom, Alexandria, 1910. augusztus 22. – ?) Európa-bajnoki bronzérmes brit jégkorongozó, olimpikon.
Az 1928. évi téli olimpiai játékok részt vett a jégkorongtornán, a brit válogatottban. 4 mérkőzésen játszott és nem ütött gólt. Összesítésben a 4. helyen végeztek. Ez az olimpia Európa-bajnokságnak is számított, így Európa-bajnoki bronzérmesek lettek.
Részt vett az 1930-as jégkorong-világbajnokságon, ahol a brit csapat az első körben kikapott a németektől 4–2-re és a 10. helyen végeztek.
Klubcsapata az Oxfordi Egyetem jégkorongcsapata volt.